# Mokhtar Dhouib
Mokhtar Dhouib (arabe : مختار ذويب), né le 23 mars 1952, est un footballeur international tunisien qui a joué comme défenseur.
Il joue au Club sportif sfaxien avec qui il remporte le championnat de Tunisie lors de saison 1977-1978.
Il participe à la coupe du monde de 1978 en Argentine, qui marque la première participation de la Tunisie à une phase finale de la coupe du monde. Lors du premier match contre le Mexique, il marque le troisième but à la 78e minute, son unique but avec la sélection nationale tunisienne.
Il est aussi demi-finaliste de la CAN 1978 au Ghana.

## Palmarès
- Championnat de Tunisie de football : 1977-1978